# Navi Rawat
Navi Rawat, all'anagrafe Navlata Rawat (Malibù, 5 giugno 1977), è un'attrice statunitense.

## Biografia
Rawat è nata a Malibù, in California, il 5 giugno del 1977 da padre indiano, Rajaji Rawat, e da madre tedesca originaria di Francoforte sul Meno, Claudia Littmann. Si è laureata alla New York University, nell'indirizzo di arti sceniche.
In ambito televisivo è principalmente conosciuta per i ruoli di Theresa Díaz in The O.C. e della matematica Amita Ramanujan in Numb3rs. Ha avuto anche una parte nella prima stagione di 24 ed è stata protagonista del film Thoughtcrimes - Nella mente del crimine. Ha lavorato anche in un film horror, Feast e nel telefilm Angel nel ruolo di una cacciatrice psicopatica, Dana.
Nel 2007 ha recitato in tre film: Loveless in Los Angeles, Ocean of Pearls (distribuito nel 2008) e Undead or Alive - Mezzi vivi e mezzi morti, una pellicola horror dove interpreta il ruolo di una cacciatrice di zombi.

## Filmografia

### Cinema
- Jack il cane (Jack the Dog), regia di Bobby Roth (2001)
- Thoughtcrimes - Nella mente del crimine (Thoughtcrimes), regia di Breck Eisner (2003)
- La casa di sabbia e nebbia (House of Sand and Fog), regia di Vadim Perelman (2003)
- The Adventures of Big Handsome Guy and His Little Friend (The Adventures of Big Handsome Guy and His Little Friend), regia di Jason Winer - cortometraggio (2005)
- Feast, regia di John Gulager (2005)
- Undead or Alive - Mezzi vivi e mezzi morti (Undead or Alive: A Zombedy), regia di Glasgow Phillips (2007)
- Loveless in Los Angeles, regia di Archie Gips (2007)
- Ocean of Pearls, regia di Sarab Neelam (2008)
- Feast 2: Sloppy Seconds, regia di John Gulager (2008)
- Tom 51, regia di Ron Carlson (2009)
- Music High, regia di Mark Maine (2012)
- The Collection, regia di Marcus Dunstan (2012)
- The Playback Singer, regia di Suju Vijayana (2012)

### Televisione
- Popular – serie TV, episodio 1x15 (2000)
- Roswell – serie TV, episodio 3x09 (2001)
- The Princess & the Marine, regia di Mike Robe – film TV (2001)
- 24 – serie TV, 6 episodi (2002)
- Ballando alla luna di settembre (Dancing at the Harvest Moon), regia di Bobby Roth – film TV (2002)
- L'avvocato di strada (The Street Lawyer), regia di Paris Barclay – film TV (2003)
- Fastlane – serie TV, episodio 1x20 (2003)
- The O.C. – serie TV, 13 episodi (2003-2006)
- Senza traccia (Without a Trace) – serie TV, episodio 3x03 (2004)
- Angel – serie TV, episodio 5x11 (2004)
- Numb3rs – serie TV, 99 episodi (2005-2010)
- FlashForward – serie TV, episodio 1x05 (2009)
- Castle – serie TV, episodio 2x19 (2010)
- Burn Notice - Duro a morire (Burn Notice) – serie TV, episodi 4x04-4x05-4x06 (2010)
- Lauren – serie TV, episodi 1x02-1x03 (2012)
- Single Ladies – serie TV, episodio 2x14 (2012)
- Grey's Anatomy – serie TV, episodio 9x12 (2013)
- Justified – serie TV, episodio 4x04 (2013)
- Magnum P.I. – serie TV episodio 1x07 (2018)

## Doppiatrici italiane
Nelle versioni in italiano delle opere in cui ha recitato, Navi Rawat è stata doppiata da:
- Domitilla D'Amico in Numb3rs, Castle
- Antonella Baldini in Angel, Grey's Anatomy
- Laura Cosenza in The O.C.
- Emanuela D'Amico in Magnum P.I.